# Isadora Duncanová
Isadora Duncanová, vlastním jménem Dora Angela Duncan, (26. května 1877 San Francisco – 14. září 1927 Nice) byla americká tanečnice.

## Profesní charakteristika
Tanec nestudovala systematickým způsobem, ale vytvořila originální, neopakovatelný styl vyjádření založený na své vlastní filozofii, opírajíc se o nové tendence moderního tance, jehož byla průkopnicí. Viděla v tanci výraz volné mysli a radikálně se vzepřela omezením, která nařizoval klasický tanec. Chtěla znovu objevit krásu pohybu lidského těla. Její vliv byl ohromný, jak na vývoj scénického umění, tak na nastupující generace tanečníků. Odhodila klasický bílý kostým i střevíčky a tančila oděná do řecké tuniky, bosá a s rozpuštěnými vlasy, což byla pro tehdejší publikum šokující novinka. Jako první se ukázala na scéně oděná pouze do přiléhavého trikotu.

## Ohlas v Čechách
Vystoupila v Čechách v sérii představení v západočeských lázních v srpnu 1902 (v Mariánských lázních, ve Františkových lázních, v Karlových Varech a neověřeně v Teplicích). V českém prostředí byla v povědomí především jako vzor a příklad, kterým bylo po roce 1904 poměřováno domácí taneční snažení.
Ve 30. letech byla v Čechách pod vlivem filosofie Isadory Duncanové založena taneční škola. Založila ji Jarmila Jeřábková, která studovala u Duncanové sestry Elizabethy. Díky ní a jejím žačkám dostávalo duncanovské hnutí v Čechách osobitý charakter a schopnost dalšího vývoje. Pravděpodobně nezávisle na ní rozvíjela vzor Isadory Duncanové v Praze také tanečnice Jarmila Kröschlová, manželka Oskara Schürera a matka Evy Kröschlové.
Zároveň byla námětem Liboru Vaculíkovi k vytvoření baletního představení Isadora.

## Soukromý život

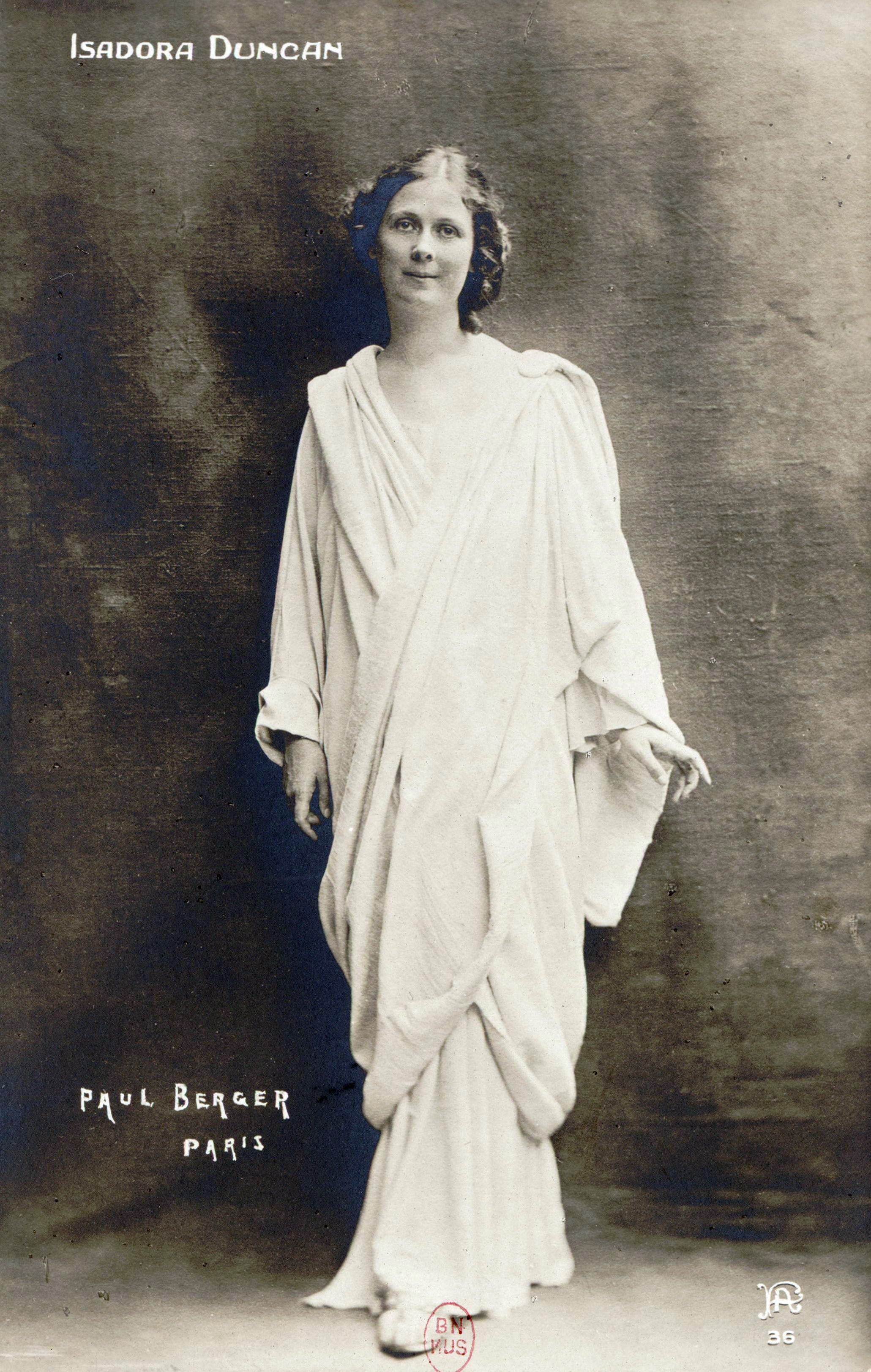
Paul Berger: Isadora Duncanová

Měla tři děti, jedno s divadelním režisérem Gordonem Craigem, druhé s Parisem Singerem, synem majitele továrny na šicí stroje Isaaca Singera, třetí dítě – syn, zemřel při porodu. Její soukromý život nebyl chudý na skandály či tragédie. Největší z nich byla smrt jejich dětí (Deirdre a Patricka), které se utopily v Seině v roce 1913. Děti jely v autě s chůvou, zatímco ona sama zůstala doma. Když auto vyjíždělo do kopce, vysadil motor a šofér vystoupil, aby ho opravil. Zapomněl však zatáhnout brzdu; když pak motor nastartoval, automobil se rozjel a sjel do řeky. Chůva i děti se utopily.
Po ztrátě dětí se Isadora ukryla na několik týdnů v přímořských lázních spolu s herečkou Eleonorou Duseovou. V souvislosti s tím, že Duseová opustila lesbický svazek s feministickou aktivistkou Linou Polettiovou, existuje podezření, že i Duncanová měla s Duseovou milostný vztah.
Od roku 1904 se věnovala výuce tance dětí. Rok poté založila v Berlíně bezplatnou školu pro proletářské děti.
V roce 1921 jí oficiálně nabídl ministr vzdělávání RSFSR Anatolij Lunačarskij možnost založit podobnou školu v Moskvě na náklady nového režimu. Protože ji přitahovalo i bolševické hnutí, na nabídku přistoupila a ještě v červenci téhož roku do sovětského Ruska přijela.  Škola byla umístěna v jednom z rekvírovaných paláců, nejprve ji navštěvovalo sto dětí od 4 do 10 let, později se počet v hladovějícím hlavním městě usadil na čtyřiceti. V Moskvě poznala o 17 let mladšího ruského básníka Sergeje Jesenina a v květnu 1922 se vzali, ve stejné době jí bylo odebráno americké občanství. Několik let s ním v Rusku žila. Jejich vztah byl ovšem velmi bouřlivý, nevyrovnaný, plný zvratů, on nehovořil anglicky, ona uměla minimálně rusky a manželství záhy skončilo. V roce 1925 se Jesenin oženil znovu (aniž se s Duncanovou rozvedl). Dne 28. prosince 1925 byl však Jesenin nalezen mrtvý v hotelovém pokoji – pravděpodobně spáchal sebevraždu.
Na konci 20. let se Duncanová potýkala s finančními problémy, vedla skandální milostný život. Poslední roky svého života strávila mezi Paříží a Středozemním mořem. Část jejích přátel se ji snažila podpořit v sepsání autobiografie. V knize Intimní portrét od Sewella Stokese byla popisována její extravagance.
Její autobiografie byla vydána v roce 1927. Australský skladatel Percy Grainger ji popsal jako "život obohacující mistrovské dílo".

## Smrt
Tragický byl i závěr jejího života – zahynula při projížďce autem, když se její dlouhý vlající šál zamotal do kola automobilu typu kabriolet a zlomil jí vaz.

## Odkaz v kultuře
V roce 2016 ji ztvárnila Lily-Rose Depp ve filmu Tanečnice na motivy života Loie Fuller.